# Леяскалнс, Юрис
Юрис Леяскалнс (латыш. Juris Lejaskalns, 11 марта 1935, Рига — 29 октября 2006, там же) — советский и латвийский актёр театра и кино. 
Заслуженный артист Латвийской ССР (1969).

## Биография
Родился 11 марта 1935 года в Риге, в семье театрального художника Герберта Ликумса и актрисы Ольги Леяскалне.
Окончил Рижскую среднюю школу № 2 (1954). В школьные годы занимался в театральном кружке под руководством актрисы Национального театра, народной артистки Латвийской ССР Эммы Эзерини.
После учёбы на театральном факультете Латвийской государственной консерватории им. Я. Витола был принят в труппу Национального театра, носившего в то время название Государственного академического театра драмы им. А. Упита (1956). 
С конца 50-х годов снимался на разных киностудиях страны. Работал с такими режиссёрами, как Павел Арманд, Леонид Лейманис, Гунар Пиесис и другими.
В 1969 году присвоено звание Заслуженный артист Латвийской ССР.
Был женат на актрисе Майге Майниеце.

## Избранные театральные роли
- 1957 — «Дама с камелиями» Александра Дюма (сына) — Густав и Арман
- 1957 — «Полёт чайки» Андрея Упита — Лаймонис Дзинтарс
- 1962 — «Как поживаешь, парень?» Веры Пановой — Евгений Заботкин
- 1968 — «Вей ветерок!» Райниса — Дидзис
- 1979 — «Юлий Цезарь» Уильяма Шекспира — Юлий Цезарь
- 1989 — «Kad sievas spēkojas» Анны Бригадере — Сауспурвис
- 2000 — «Таланты и поклонники» А. Н. Островского — Громилов

## Фильмография
- 1955 — К новому берегу — Пацеплис
- 1956 — За лебединой стаей облаков — Жанис
- 1958 — Иван Бровкин на целине — Юрис Лейманис
- 1966 — Эдгар и Кристина — Акментиньш
- 1969 — У богатой госпожи — Гейнсе
- 1969 — Гладиатор — Куидо
- 1970 — Узники Бомона — Ригер
- 1970 — Республика Вороньей улицы — Алексей
- 1971 — Последний рейс «Альбатроса» — Вернер Флике
- 1972 — Петерс — Локкарт
- 1973 — Вей, ветерок! — эпизод'
- 1973 — Ключи от города — Пушпурс
- 1974 — Совесть — секретарь парткома порта
- 1974 — Ответная мера — Курт Ган
- 1977 — Будьте моей тёщей! — главврач
- 1980 — Жаворонки — Элмар
- 1980 — Долгая дорога в дюнах — начальник тюрьмы
- 1981 — Женщина в белом — Донсон
- 1982 — Блюз под дождём — Фрейберг
- 1983 — Сад с призраком — Робертсон
- 1983 — Оборотень Том — Фелсберг
- 1984 — Последний визит — Фред
- 1985 — Двойной капкан — Имант Блумберг
- 1986 — В заросшую канаву легко падать — Вандерс
- 1986 — Бармен из «Золотого якоря» — Хаузер
- 1988 — Виктория — эпизод
- 1990 — Сто вёрст по реке
- 1991 — Депрессия — Аугустс
- 1991 — В петле — Грунский
- 1992 — Дуплет
- 1993 — Вальс длиною в жизнь — Крылов